# Thaiföld a 2011-es úszó-világbajnokságon
Thaiföld a 2011-es úszó-világbajnokságon 15 sportolóval vett részt.

## Úszás
Férfi
| Versenyző       | Esemény                       | Selejtező | Selejtező | Elődöntő          | Elődöntő          | Döntő             | Döntő             |
| Versenyző       | Esemény                       | Idő       | Helyezés  | Idő               | Helyezés          | Idő               | Helyezés          |
| --------------- | ----------------------------- | --------- | --------- | ----------------- | ----------------- | ----------------- | ----------------- |
| Nuttapong Ketin | Férfi 200 méteres mellúszás   | 2:14.68   | 28        | Nem jutott tovább | Nem jutott tovább | Nem jutott tovább | Nem jutott tovább |
| Nuttapong Ketin | Férfi 400 méteres vegyesúszás | 4:26.41   | 24        |                   |                   | Nem jutott tovább | Nem jutott tovább |

Női
| Versenyző                | Esemény                     | Selejtező | Selejtező | Elődöntő          | Elődöntő          | Döntő             | Döntő             |
| Versenyző                | Esemény                     | Idő       | Helyezés  | Idő               | Helyezés          | Idő               | Helyezés          |
| ------------------------ | --------------------------- | --------- | --------- | ----------------- | ----------------- | ----------------- | ----------------- |
| Natthanan Junkrajang     | Női 100 méteres gyorsúszás  | 56.86     | 38        | Nem jutott tovább | Nem jutott tovább | Nem jutott tovább | Nem jutott tovább |
| Natthanan Junkrajang     | Női 200 méteres gyorsúszás  | 2:03.68   | 39        | Nem jutott tovább | Nem jutott tovább | Nem jutott tovább | Nem jutott tovább |
| Natthanan Junkrajang     | Női 200 méteres vegyesúszás | 2:20.38   | 31        | Nem jutott tovább | Nem jutott tovább | Nem jutott tovább | Nem jutott tovább |
| Natthanan Junkrajang     | Női 400 méteres vegyesúszás | 5:03.07   | 32        |                   |                   | Nem jutott tovább | Nem jutott tovább |
| Benjaporn Sriphanomthorn | Női 400 méteres gyorsúszás  | 4:29.65   | 35        |                   |                   | Nem jutott tovább | Nem jutott tovább |
| Benjaporn Sriphanomthorn | Női 800 méteres gyorsúszás  | 9:08.40   | 31        |                   |                   | Nem jutott tovább | Nem jutott tovább |

## Szinkronúszás
Női
| Versenyző(k) | Esemény               | Selejtező | Selejtező | Döntő               | Döntő               |
| Versenyző(k) | Esemény               | Pont      | Helyezés  | Pont                | Helyezés            |
| --- | --------------------- | --------- | --------- | ------------------- | ------------------- |
| Nantaya Polsen | Egyéni rövid program  | 67.900    | 30        | Nem jutott tovább   | Nem jutott tovább   |
| Thanyaluck Puttisiriroj | Egyéni szabad program | 65.390    | 30        | Nem jutott tovább   | Nem jutott tovább   |
| Arthittaya Kittithanatphum Nantaya Polsen | Páros rövid program   | 67.800    | 37        | Nem jutottak tovább | Nem jutottak tovább |
| Arthittaya Kittithanatphum Nantaya Polsen | Páros szabad program  | 66.560    | 39        | Nem jutottak tovább | Nem jutottak tovább |
| Thinatta Kanchanakanti Arthittaya Kittithanatphum Natchanat Krasachol Nantaya Polsen Thanyaluck Puttisiriroj Chanamon Sangakul Busarin Tanabutchot Nujarin Tanabutchot                                                | Csapat rövid program  | 67.400    | 21        | Nem jutottak tovább | Nem jutottak tovább |
| Thinatta Kanchanakanti Arthittaya Kittithanatphum Natchanat Krasachol Nantaya Polsen Thanyaluck Puttisiriroj Chanamon Sangakul Busarin Tanabutchot Nujarin Tanabutchot                                                | Csapat szabad program | 67.430    | 20        | Nem jutottak tovább | Nem jutottak tovább |
| Thinatta Kanchanakanti Arthittaya Kittithanatphum Natchanat Krasachol Nantaya Polsen Thanyaluck Puttisiriroj Chanamon Sangakul Busarin Tanabutchot Nujarin Tanabutchot Manisorn Tritiprtsuwan Ravisara Vathagavorakul | Kombinációs kűr       | 69.700    | 13        | Nem jutottak tovább | Nem jutottak tovább |

Tartalékok
- Aphichaya Saengrusamee
- Arpapat Saengrusamee